# Говуркала, Огуз
Говуркала је име које деле четири археолошка налазишта у Азербејџану, лоцирана у Огузу.
Говуркала се налази северно од села Кацмаз и она је средњовековно зидно постоље са округлим и квадратним торњевима (3-6 метара висине, 1-1.5 метара ширине). Дванаест грађевина се налазе унутар постоља; ван зидина се налазе два рова (први је 15 метара дугачак, 8 метара широк и 10 метара дубок, а други је 100 метара дугачак, 30 метара широк и 20 метара дубок). Током ископавања 1965. године, неки остали докази су пронађени.